# 合吾
合吾，意即「和我合得來的」，又稱為「趟子」，亦即是「朋友」之意，是古時中國保鏢運鏢時叫喊的口號，讓沿路可能埋伏的土匪山賊知道他們路過，正所謂：「合吾一聲鏢車走，半年江湖平安回。」好叫賊匪們為走鏢的行個方便。
合吾亦即「黑五」的諧音，以紀念第一個開鏢局的張黑五。

## 外部連結
- 中國鏢局
- 國際在線[永久]
- 合吾（页面存档备份，存于）